# Swetlana Dementjewa
Swetlana Dementjewa (russisch Светлана Дементьева; * 22. Oktober 1976) ist eine ehemalige russische Crosslauf-Sommerbiathletin.
Swetlana Dementjewa war in den 2000er Jahren international aktiv. Bei den Sommerbiathlon-Weltmeisterschaften 2000 in Chanty-Mansijsk gewann sie als Startläuferin gemeinsam mit Jewgenija Kuzepalowa, Natalja Sokolowa und Jewgenija Michailowa in der russischen Staffel hinter der Vertretung aus Belarus und vor den USA die Silbermedaille. Im Sprint wurde sie Neunte und belegte im Verfolgungsrennen den fünften Platz. Bei den Sommerbiathlon-Europameisterschaften 2008 in Bansko kam die Russin auf den sechsten Platz im Sprint und wurde Siebte im Massenstartrennen.